# 鶴澤燕三
鶴澤 燕三（つるざわ えんざ）は、江戸時代後期以来の文楽義太夫節三味線方の名跡。当代は6代目。

## 初代
（？ - 1869年）
初代鶴澤清七の門下で1828年に燕三を名乗る。晩年1867年から鶴澤燕翁を名乗る。

## 2代目
（？ - 1893年8月19日）
初代の門人。1867年に2代目鶴澤燕三襲名。

## 3代目
経歴未詳。

## 4代目
（1865年12月12日 - ？）
三河国生まれ。本名は山田忠五郎。1881年8月に3代目に入門し鶴澤燕二を名乗る。1910年に4代目鶴澤燕三襲名。

## 5代目
（1914年1月5日 - 2001年12月2日）
大阪市生まれ。生家は通称“どんぐり”と呼ばれる飴玉の製造と卸を家業としていた。本名・浜野民男。1925年、義太夫好きだった両親に勧められたのをきっかけに6代目鶴澤才治に入門し、才吉と名乗る。以降午前中だけ学校に行き、午後から毎日稽古、土曜日と日曜日は文楽座で師匠や先輩の舞台を見学する厳しい修行の日々を送る。1929年、6代目鶴澤友次郎門下となり、1932年、友花と改名、四ツ橋文楽座で初舞台。1940年、ハンザワになる。1943年、5代目鶴澤燕三を襲名。1948年、文楽三和会。1963年、文楽協会三味線部技芸員。人形浄瑠璃因会協会賞、1962年、大阪府民劇場賞奨励賞、1983年、芸術選奨文部大臣賞受賞、国立劇場文楽賞文楽特別賞受賞、紫綬褒章受章。1985年、重要無形文化財保持者（人間国宝）に認定（各個認定）される。作曲もし、「椿説弓張月」が代表作。1995年、公演中に倒れそのまま引退した。

## 6代目
（1959年1月30日 - ）
1977年国立劇場文楽第4期研修生となる。1979年4月に5代目燕三門下で鶴澤燕二郎、同年7月に大阪朝日座で初舞台。2006年4月に6代目鶴澤燕三襲名。1996年国立劇場文楽賞奨励賞、1998年大阪舞台芸術賞奨励賞、2000年因協会賞、2012年度日本芸術院賞など多数受賞。2021年、紫綬褒章受章。